# Кадвал Крисбан
Кадвал Крисбан (валл. Cadwal Crysban или же валл. Cadwal Crys-Halog) — правитель Роса, суб-королевства, вассального по отношению к Гвинеду.

## Биография
Кадвал был сыном Кангана ап Майга ап Кинласа в Харлеанских генеалогиях, сыном Майга ап Оуайна ап Кинласа, согласно en:Genealogies from Jesus College MS 20, или же сыном Аэддана ап Майга.
Между 613 и 616 годами, Этельфрит, правитель Нортумбрии, напал на Бриттов и разбил их в битве при Честере, в которой погибло много правителей Бриттов, в том числе и правитель Роса, Кадвал Крисбан, который, вероятно, известен в Анналах Тигернаха под именем Кетула Рекс.
Вероятно после его смерти ему наследовал его сын Идгвин.